# Logan (Utah)
Logan er en by og administrativt centrum i det amerikanske county Cache County i det nordligste Utah, USA. Byen ligger nordøst for Ogden og ca. 130 km nord for Salt Lake City ved Logan River. 

## Historie
Byen blev grundlagt i 1859 af mormonske nybyggere, og i 1884 blev mormontemplet i byen åbnet. I 1888 blev Utah State University grundlagt i byen, og den er fortsat hjemsted for universitetets hovedcampus.

## Geografi
Byen ligger i 1.382 meters højde over havet nær den vestlige del af Cache Valley på de vestlige skråninger af Bear River Mountains. Denne bjergkæde er den nordligste i Wasatch Range. U.S. Highway 89 og U.S. Highway 91 går gennem byen. 

## Befolkning
Ved folketælling i 2000 havde byen en befolkning på 42.670 indbyggere, og i 2006 var tallet steget til 47.660. Inden for "Stor-Logan" boede omkring 110.000 mennesker. 89% af befolkningen er hvide og 3,6 % er af asiatisk oprindelse. Ingen andre befolkningsgrupper repræsenterer mere end 1 % af befolkningen. 23,4 % var under 18 og 7,1 % var over 65. 
Byen betragtes som et af de sikreste steder at bo i USA og både i 2005 og 2007 var området nummer 1 på listen over sikre områder i henhold til Morgan Quitnos kriminalstatistikker.

## Eksterne referencer
- The City of Logan officiel hjemmeside

41°44′16″N 111°49′51″V / 41.7378°N 111.8308°V